# Robert Crawshaw
Robert Arnold Crawshaw (* 6. März 1869 in Bury; † 14. September 1952 in Burnley) war ein britischer Schwimmer und Wasserballspieler.

## Karriere
Crawshaw nahm 1900 an den Olympischen Spielen in Paris teil. Im Wettbewerb über 200 m Freistil erreichte er den vierten Rang im Finale, über 200 m Rücken schloss er das Finalrennen nicht ab. Für die Disziplin über 200 m Hindernis war der Brite ebenfalls gemeldet, trat aber nicht an. Mit der Mannschaft vom Osborne Swimming Club nahm er außerdem am Wettbewerb im Wasserball teil. Hier gewann das Team die Goldmedaille.